# Final da Copa América de 2019
A final da Copa América de 2019 foi uma partida de futebol realizada em 7 de julho de 2019 no Estádio do Maracanã no Rio de Janeiro, Brasil. Ela foi disputada entre o anfitrião Brasil e o Peru para decidirem o vencedor da Copa América de 2019, com os brasileiros saindo-se vitoriosos. Foi a décima segunda aparição brasileira em finais de Copa América, tendo disputado anteriormente em 2007, quando venceu a Argentina, enquanto o Peru participou pela segunda vez, após seu título em 1975, derrotando a Colômbia. Vale salientar que em diversas oportunidades a fase final da Copa America foi definida em sistema de pontos corridos, não havendo final. O Brasil conquistou seu nono título, vencendo novamente após sua última conquista na edição de 2007, disputada na Venezuela.
As duas seleções foram sorteadas para o mesmo grupo na competição, o Grupo A, enfrentando-se na terceira rodada, onde o Brasil venceu por 5–0, classificando-se na primeira colocação, enquanto o Peru classificou-se como melhor terceiro colocado. Brasil enfrentou e derrotou as seleções do Paraguai e da Argentina na fase eliminatória para chegar a final, enquanto o Peru passou pelas seleções do Uruguai e Chile.
A partida iniciou bastante equilibrada, com várias chances de gols para os dois lados. Contudo, logo aos quatorze minutos, Gabriel Jesus cruza a bola na área e Everton abre o placar para o Brasil, assumindo a artilharia da competição e largando em vantagem logo no início do jogo. Aos quarenta minutos, durante jogada do Peru na área brasileira, a bola bate no braço de Thiago Silva e o árbitro chileno Roberto Tobar marca o pênalti para os peruanos, confirmado após verificação com o árbitro de vídeo e convertido por Paolo Guerrero aos 43 minutos, que também assumiu a artilharia da competição ao lado de Everton. Porém, apenas quatro minutos depois, Arthur arma a jogada pelo meio e passa a bola para Gabriel Jesus, que coloca novamente o Brasil em vantagem no jogo. Já no segundo tempo, aos 69 minutos, Gabriel Jesus comete falta em Carlos Zambrano, leva seu segundo cartão amarelo, e é expulso da partida. No final, aos 86 minutos, Everton invade a área peruana e é derrubado por Carlos Zambrano, sendo assinalada a penalidade máxima pelo árbitro, novamente confirmada pelo árbitro de vídeo e convertida por Richarlison aos 89 minutos, fechando o placar em 3–1 e decretando o eneacampeonato da Copa América para o Brasil.
A vitória brasileira fechou um ciclo de seis anos sem títulos internacionais, após a Copa das Confederações FIFA de 2013, e marcou o ápice de uma reestruturação realizada na seleção, após o vexame da Copa do Mundo FIFA de 2014, quando foi eliminada para a Alemanha nas semifinais pelo placar de 7–1, em uma partida conhecida como "Mineiraço". Marcou também o primeiro título do treinador Tite em três anos a frente da seleção brasileira. Este foi também o sétimo título do Brasil no Estádio do Maracanã, sendo também o estádio que acumula maior número de partidas da seleção. Além disso, a partida representou a maior arrecadação da história do futebol brasileiro, onde 58 504 torcedores pagantes contribuíram para mais de 38 milhões de reais arrecadados, com um público total de 69 906 espectadores.

## Antecedentes
Foi a trigésima sexta participação da Seleção Brasileira de Futebol na Copa América, tendo conquistado o título em oito oportunidades (1919, 1922, 1949, 1989, 1997, 1999, 2004 e 2007), sendo a terceira equipe com mais títulos. Em todas as quatro edições anteriores que o país sediou, a equipe sagrou-se campeã da competição. Esta edição, inclusive, marcou a quarta grande competição desportiva internacional que o país sediou na década de 2010, tendo sediado também a Copa das Confederações FIFA em 2013, a Copa do Mundo FIFA em 2014 e os Jogos Olímpicos de Verão em 2016.
Já a Seleção Peruana de Futebol participou pela trigésima segunda vez da Copa América, tendo conquistado o título em duas oportunidades (1939 e 1975). O Peru passou da fase de grupos em cada uma das últimas oito participações na Copa América; a última vez que não conseguiu foi em 1995.
Sem contar o confronto da primeira fase, as seleções do Brasil e do Peru enfrentaram-se 43 vezes, sendo duas partidas válidas pela Copa do Mundo FIFA, onze pelas Eliminatórias da Copa do Mundo FIFA, treze partidas amistosas e dezessete pela Copa América. O Brasil venceu trinta partidas, marcando noventa gols ao total, enquanto o Peru venceu quatro partidas, marcando 29 gols ao total, tendo nove partidas empatadas. A maior diferença de gols em partidas vitoriosas do Brasil ocorreu no dia 26 de junho de 1997 pelo placar de 7–0, válida pela Copa América de 1997. Já para o Peru, a vitória com maior diferença de gols ocorreu no dia 30 de setembro de 1975, pelo placar de 3–1, válida pela Copa América de 1975.[carece de fontes?]

## Caminho até a final
Brasil e Peru foram sorteados para o mesmo grupo da competição, o Grupo A. O Brasil, na partida de abertura em São Paulo, venceu a Bolívia pelo placar de 3–0, com dois gols de Philippe Coutinho e um gol de Everton. Na segunda partida, em Salvador, empatou com a Venezuela pelo placar de 0–0. A seleção do Peru iniciou a competição enfrentando a Venezuela, onde também empatou pelo placar de 0–0. Já na segunda partida, também venceu a Bolívia pelo placar de 3–1, tendo os gols marcados por Paolo Guerrero, Jefferson Farfán e Edison Flores.
As seleções de Brasil e Peru enfrentaram-se na terceira rodada do grupo A, em partida disputada na Arena Corinthians em São Paulo. O Brasil largou em vantagem logo aos onze minutos, com gol de Casemiro, ampliando o placar sete minutos depois com Roberto Firmino. O terceiro gol veio aos 31 minutos, com Everton. No segundo tempo, apesar das alterações que pretendiam deixar a seleção peruana mais ofensiva, logo aos 53 minutos Daniel Alves ampliou o placar e, aos noventa minutos, Willian fechou o placar em 5–0. A goleada, que foi a maior desta edição até esta final, fez com que o Brasil se classificasse na primeira colocação do grupo, e o Peru ganhou a vaga de melhor terceiro colocado, já que a Venezuela vencera a Bolívia pelo placar de 3–1 e ficou com a segunda colocação. Após a derrota, a seleção peruana passou por diversas modificações para a disputa da fase final.
Na fase final, o Brasil enfrentou nas quartas de final o Paraguai, que classificou-se como segundo melhor terceiro colocado pelo grupo B, na Arena do Grêmio em Porto Alegre. A partida, muito equilibrada para os dois lados, terminou empatada pelo placar de 0–0, sendo vencida pelo Brasil nos pênaltis pelo placar de 4–3, tendo os jogadores paraguaios Gustavo Gómez e Derlis González desperdiçado suas cobranças. Na semifinal, enfrentou sua maior rival, a Argentina no Estádio Mineirão em Belo Horizonte, vencendo com facilidade pelo placar de 2–0, com gols de Gabriel Jesus e Roberto Firmino, e classificando-se para a final. Já o Peru enfrentou o Uruguai nas quartas de final, que foi o primeiro colocado do grupo C, na Arena Fonte Nova em Salvador. A partida também terminou empatada pelo placar de 0–0, sendo vencida nos pênaltis pela seleção peruana no placar de 5–4, tendo apenas o jogador uruguaio Luis Alberto Suárez errado a primeira cobrança. Nas semifinais, enfrentou o Chile na Arena do Grêmio em Porto Alegre, vencendo também com facilidade pelo placar de 3–0, com gols de Edison Flores, Yoshimar Yotún e Paolo Guerrero, classificando-se também para a final.
| Pos. | Seleção   | Pts | J | V | E | D | GP | GC | SG |
| ---- | --------- | --- | - | - | - | - | -- | -- | -- |
| 1    | Brasil    | 7   | 3 | 2 | 1 | 0 | 8  | 0  | +8 |
| 2    | Venezuela | 5   | 3 | 1 | 2 | 0 | 3  | 1  | +2 |
| 3    | Peru      | 4   | 3 | 1 | 1 | 1 | 3  | 6  | –3 |
| 4    | Bolívia   | 0   | 3 | 0 | 0 | 3 | 2  | 9  | –7 |

| Pos. | Seleção   | Pts | J | V | E | D | GP | GC | SG |
| ---- | --------- | --- | - | - | - | - | -- | -- | -- |
| 1    | Brasil    | 7   | 3 | 2 | 1 | 0 | 8  | 0  | +8 |
| 2    | Venezuela | 5   | 3 | 1 | 2 | 0 | 3  | 1  | +2 |
| 3    | Peru      | 4   | 3 | 1 | 1 | 1 | 3  | 6  | –3 |
| 4    | Bolívia   | 0   | 3 | 0 | 0 | 3 | 2  | 9  | –7 |

## Partida
A final da Copa América de 2019 entre Brasil e Peru foi realizada às 17h de domingo, 7 de julho de 2019, no Estádio do Maracanã no Rio de Janeiro. O público presente foi de 69.906 ao total, sendo 58 504 torcedores pagantes. A arrecadação foi a maior da história do futebol brasileiro, chegando a cerca de 38 milhões de reais. Na tribuna estavam o presidente brasileiro Jair Bolsonaro, acompanhado de seu ministro da justiça Sergio Moro, o presidente da Confederação Sul-Americana de Futebol (CONMEBOL) Alejandro Domínguez e o presidente da Confederação Brasileira de Futebol (CBF) Rogério Caboclo, além do jogador Neymar Jr. e do ex-jogador Cafú. O árbitro da partida foi Roberto Tobar do Chile, que teve os também chilenos Christian Schiemann e Claudio Rios como auxiliares e Alexis Herrera da Venezuela como quarto árbitro. O árbitro de vídeo (VAR) foi comandado por Julio Bascuñán também do Chile, sendo assessorado por Nicolas Gallo e Alexander Guzman, ambos da Colômbia. Tanto Brasil como Peru entraram em campo com o mesmo time que tinham enfrentado a Argentina e o Chile, respectivamente, na semifinal. O uniforme usado pela seleção brasileira foi sua tradicional camisa amarela com detalhes em verde na gola e mangas, calções e meias azuis, enquanto os peruanos jogaram com seu uniforme todo branco com detalhes em vermelho. O cara ou coroa inicial foi vencido pelo Peru, ficou com a saída de bola. Antes do início, foi respeitado um minuto de silêncio em memória ao cantor João Gilberto, que faleceu alguns dias antes da final.

### Primeiro tempo
O Peru já iniciou a partida de maneira ofensiva, fazendo suas duas primeiras finalizações ao gol nos cinco minutos iniciais, contudo a posse de bola neste momento chegava a 65% para o Brasil. Na primeira finalização da seleção brasileira, aos quatorze minutos, Daniel Alves lança Gabriel Jesus na direita, que cruza para Everton, que estava livre na esquerda, finalizar e abrir o placar na final. Neste momento, Everton assumiu a liderança isolada da artilharia da competição. A partir daí, as equipes passaram a trocar passes e ficaram na defensiva, com poucas chances reais de gol. Aos 23 minutos, Roberto Firmino recebe na esquerda de Alex Sandro, faz o toque para Philippe Coutinho no meio da área, que finaliza mas a bola sai rente à trave. Logo em seguida, aos 26 minutos, após escanteio para o Peru cobrado por Yoshimar Yotún, Paolo Guerrero cabeceia mas a bola sai por cima da meta brasileira. Aos 29 minutos, depois de uma falta em cima de Yotún, Jesus é penalizado com um cartão amarelo. Aos 35 minutos, Casemiro abre com Alex Sandro, que cruza para Firmino cabecear, mas a bola sai por cima do gol peruano. Aos 40 minutos, Christian Cueva tabela com Edison Flores na esquerda, que tenta fazer o cruzamento para a área, porém a bola bate no braço de Thiago Silva, sendo marcado o pênalti para o Peru pelo árbitro chileno Roberto Tobar, que confirmou após consultar o árbitro assistente de vídeo (VAR). Guerrero cobra no canto esquerdo do goleiro Alisson, convertendo o pênalti e empatando a partida. Neste momento, Guerrero empata na artilharia da Copa América com o brasileiro Everton, com três gols marcados cada, e o Brasil sofre seu primeiro gol na competição. Logo após, já nos acréscimos aos 45+2 minutos, Firmino rouba a bola no lado direito, Arthur fica com a bola, aciona Jesus na meia-lua da área, que domina e chuta no canto direito da meta peruana, para colocar novamente o Brasil em vantagem. Logo após o gol, aos 45+3 minutos, o árbitro Roberto Tobar encerra o primeiro tempo, com o placar parcial de 2–1 para o Brasil.

### Detalhes
| 7 de julho    | Brasil                                                    | 3 – 1     | Peru               | Estádio do Maracanã, Rio de Janeiro                                |
| 17:00 (UTC-3) | Everton 14' · Gabriel Jesus 45+2' · Richarlison 89' (pen) | Relatório | 43' (pen) Guerrero | Público: 58 579 Renda: R$ 38.766.900,00 Árbitro: CHI Roberto Tobar |

| Brasil | Peru |

| G              | 1  | Alisson           |          |       |
| LD             | 13 | Daniel Alves      |          |       |
| Z              | 4  | Marquinhos        |          |       |
| Z              | 2  | Thiago Silva      | 52'      |       |
| LE             | 12 | Alex Sandro       |          |       |
| V              | 5  | Casemiro          |          |       |
| V              | 8  | Arthur            |          |       |
| M              | 11 | Philippe Coutinho |          | 76'   |
| M              | 9  | Gabriel Jesus     | 29', 69' |       |
| M              | 19 | Everton           |          | 90+2' |
| A              | 20 | Roberto Firmino   |          | 74'   |
| Substituições: |    |                   |          |       |
| A              | 21 | Richarlison       | 91'      | 74'   |
| Z              | 14 | Éder Militão      |          | 76'   |
| V              | 15 | Allan             |          | 90+2' |
| Treinador:     |    |                   |          |       |
| Tite           |    |                   |          |       |

| G              | 1  | Pedro Gallese       |     |     |
| LD             | 17 | Luis Advíncula      | 83' |     |
| Z              | 15 | Carlos Zambrano     | 67' |     |
| Z              | 2  | Luis Abram          |     |     |
| LE             | 6  | Miguel Trauco       |     |     |
| V              | 13 | Renato Tapia        | 49' | 81' |
| V              | 19 | Yoshimar Yotún      |     | 77' |
| M              | 18 | André Carrillo      |     | 85' |
| M              | 8  | Christian Cueva     |     |     |
| M              | 20 | Edison Flores       |     |     |
| A              | 9  | Paolo Guerrero      |     |     |
| Substituições: |    |                     |     |     |
| A              | 11 | Raúl Ruidíaz        |     | 77' |
| A              | 23 | Christofer Gonzáles |     | 81' |
| A              | 14 | Andy Polo           |     | 85' |
| Treinador:     |    |                     |     |     |
| Ricardo Gareca |    |                     |     |     |

| Homem do jogo: Everton Assistentes: CHI Christian Schiemann CHI Claudio Rios Quarto árbitro: VEN Alexis Herrera Árbitro assistente de vídeo: CHI Julio Bascuñán Assistentes do árbitro assistente de vídeo: COL Nicolas Gallo COL Alexander Guzman | Regras da partida - 90 minutos de tempo regulamentar - 30 minutos de prorrogação, se ocorrer empate no tempo regulamentar - Disputa por pênaltis, se empate persistir - Máximo de 3 substituições por equipe - 1 substituição adicional em caso de prorrogação |

| Brasil |                   | Peru |
| ------ | ----------------- | ---- |
| 55%    | Posse de bola     | 45%  |
| 12     | Finalizações      | 7    |
| 3      | Chutes no gol     | 2    |
| 3      | Escanteios        | 4    |
| 25     | Faltas cometidas  | 22   |
| 0      | Impedimentos      | 0    |
| 4      | Cartões amarelos  | 3    |
| 1      | Cartões vermelhos | 0    |